# Jules Léotard

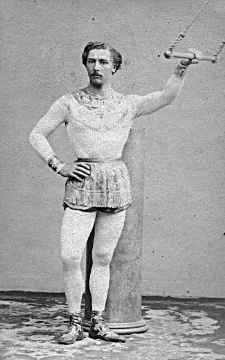
Jules Léotard in seinem Kostüm

Jean-Marie Jules Léotard (* 1. August 1838 in Toulouse; † 16. August 1870 ebenda) war ein französischer Artist. Er erfand und führte als erster Mensch den Seilakt „Fliegendes Trapez“ in der Luft vor. Die Aufführung war für die damalige Zeit so ungewöhnlich, dass im Jahr 1867 das Lied „The Daring Young Man on the Flying Trapeze“, getextet von George Leybourne, entstand. Zudem war er der Erfinder eines Turnanzugs, nach ihm Leotard benannt.

## Leben
Léotard wurde 1838 im südfranzösischen Toulouse als Sohn eines Artisten und Lehrers für Akrobatik geboren. Der junge Jules bewältigte seine Examina und schien für eine juristische Karriere bestimmt zu sein. Doch im Alter von 18 Jahren fing er an, mit Trapezen, Stäben, Seilen und Ringen zu experimentieren, die über einem Swimmingpool aufgehängt waren. Sein Vater Jean betrieb dieses Schwimmbecken gewerblich und trainierte Jules.
Im Jahr 1869 organisierte Jules Léotard zusammen mit Clément Ader in den Anfangstagen des Radsports das erste Radrennen in den Pyrenäen und gewann die Fahrt zwischen Toulouse und Villefranche. In Toulouse eröffnete der Artist eine Sporthalle (14, Rue Rempart Saint-Etienne), an deren Stelle heute eine Synagoge steht.
Bei einer Tournee in Spanien soll er sich mit Pocken oder Cholera angesteckt haben, was zum Tod im Jahr 1870 führte.

## Karriere als Künstler
Er wurde Mitglied im „Cirque Napoléon“, der – 1871 in Cirque d’hiver umbenannt – noch heute in Paris besteht. Am 12. November 1859 hatte er seinen ersten öffentlichen Auftritt als Trapezkünstler. Er war als solcher der erste Mensch, der mitten in der Luft einen Salto schlug und der Erste, der von einem Trapez zum anderen sprang.
Der zirzensische Akt dauerte 12 Minuten, in denen Léotard mit und zwischen drei Trapezen herumturnte und endete schließlich mit einem Salto auf die mit einem Teppich bedeckte Sicherheitsmatte. Diese Präsentation war so revolutionär, dass seine Kollegen ein Bankett ihm zu Ehren spendeten und eine Erinnerungsmedaille geprägt wurde.
Jules Léotard entwickelte sich zum Frauenschwarm. Die Zeitung Le Figaro veröffentlichte am 21. Juni 1860 einen Bericht über eine Vaudeville-Komödie unter dem Titel „Les Amoureuses de Léotard“ („Die Verliebten von Léotard“). Es soll Damen gegeben haben, die sich danach drängten, in die erste Sitzreihe zu gelangen, um Léotard durch die Luft fliegen zu sehen.
Im Mai 1861 gab er sein Debüt am Varietétheater Alhambra Theatre am Leicester Square in London mit seinem Luftseilakt. Der Trapezakt wurde über den Köpfen des Publikums durchgeführt und war außerordentlich populär. Dafür wurden ihm £180 pro Woche bezahlt, umgerechnet fast £5000 nach heutigem Maßstab.  In der Ashburnham Hall in Cremorne Gardens absolvierte er einen Auftritt an fünf Trapezen mit einem Salto zwischen jedem.
Nach mehreren Saisonen am „Cirque Napoléon“ machte er Tourneen durch Europa und die Vereinigten Staaten von Amerika.
Im Jahr 1866 trat der Star neuerlich in London auf und 1868 hauptsächlich in Varietétheatern und „Pleasure Gardens“, wo er ungemein großen Anklang fand.

## Kleidungsstück

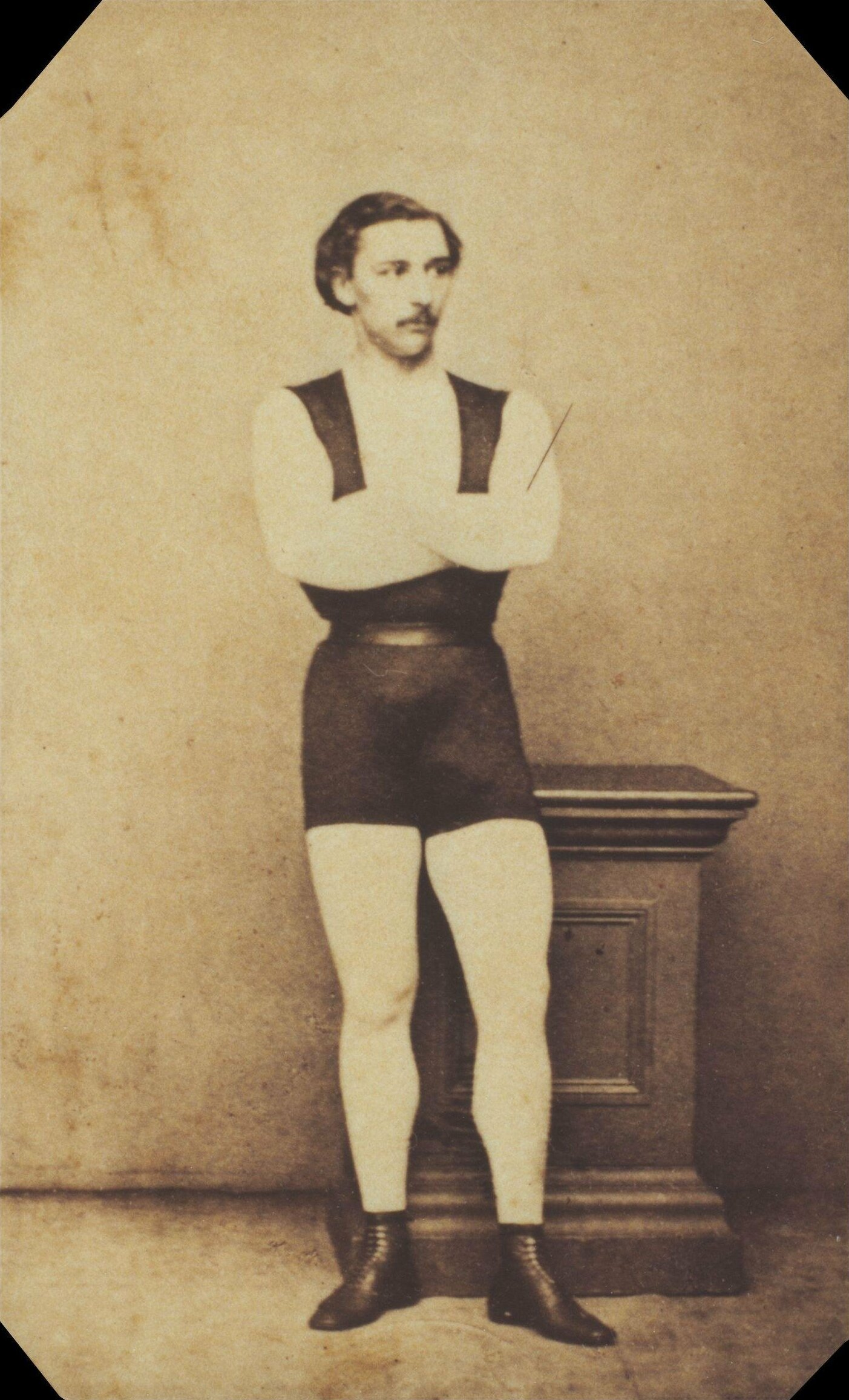
Jules Léotard

Jules Léotard erfand ein hautenges einteiliges Kleidungsstück mit langen Ärmeln, das er maillot nannte und bei seinen Vorstellungen trug. Es war entworfen, um uneingeschränkte Bewegungen zu erlauben und um seine Muskulatur zu zeigen. Es war relativ aerodynamisch und hatte keine flatternden Teile, die sich mit den Seilen verwickeln konnten. Léotards Bekleidung wurde rasch das Outfit für Seiltänzer und Luftakrobaten. Das Kleidungsstück nahm seinen Weg vom Zirkus in die Ballettstudios von Paris. Es ist heute bekannt als Leotard: Der erste berichtete Gebrauch dieser Bezeichnung im Englischen stammt aus dem Jahr 1886. (Das französische Wort maillot bedeutet heute Badeanzug.)

## Sonstiges
Bei Jules Léotards Auftritten wurde häufig eine Vielzahl von Matratzen verwendet, falls es zu einem Missgeschick kommen sollte. Das erste Sicherheitsnetz wurde erst durch eine spanische Truppe, die „Rizarellis“, im „Holborn Empire“ im Jahr 1871 aufgespannt.
Jules Verne erwähnte Léotards Namen (und den des Seiltänzers Charles Blondin) im ersten Kapitel seines Romans Reise um die Erde in 80 Tagen in jener Szene, als der Diener Jean Passepartout von Phileas Fogg eingestellt wird.